# Chaussan
Chaussan är en kommun i departementet Rhône i regionen Auvergne-Rhône-Alpes i östra Frankrike. Kommunen ligger i kantonen Mornant som tillhör arrondissementet Lyon. År 2022 hade Chaussan 1 215 invånare.

## Befolkningsutveckling
Antalet invånare i kommunen Chaussan
| Referens: INSEE |